# Фернан Кромелинк
Фернан Кромелинк (на френски: Fernand Crommelynck) е белгийски драматург, актьор и режисьор.

## Основни произведения
- Le Sculpteur des masques (1908)
  - Резбарят на маски (в сборника „Сврака на бесилката“, 2002, ISBN 954-8608-37-5)
- Le Marchand de regrets (1913)
- Le Cocu magnifique (1921)
  - Великолепният рогоносец
- Les Amants puérils (1921)
  - Малките любовници (в сборника „Сврака на бесилката“, 2002, ISBN 954-8608-37-5)
- Tripes d'or (1930)
- Une Femme qu'a le cœur trop petit (1934)
- Chaud et froid (1936)